# Fredric Åberg
Fredric Ulric Åberg, född omkring 1760, död efter 1809, var en svensk skulptör.
Han var troligen son till gipsgjutaren Nils Åberg och var en av skulptureleverna vid Konstakademien i Stockholm under Johan Tobias Sergels professorstid. Han medverkade i akademiens utställningar 1789–1791 där han belönades med den tredje medaljen. Han kom därefter att delta i ett flertal av akademiens utställningar fram till sin död. Åberg är representerad vid Norrköpings konstmuseum, Nationalmuseum och vid Marinförvaltningen i Stockholm.